# 꼬꿋

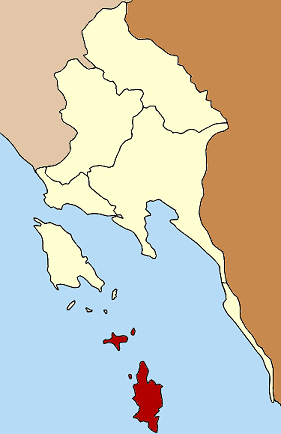
뜨랏 주에서의 꼬 꿋의 위치

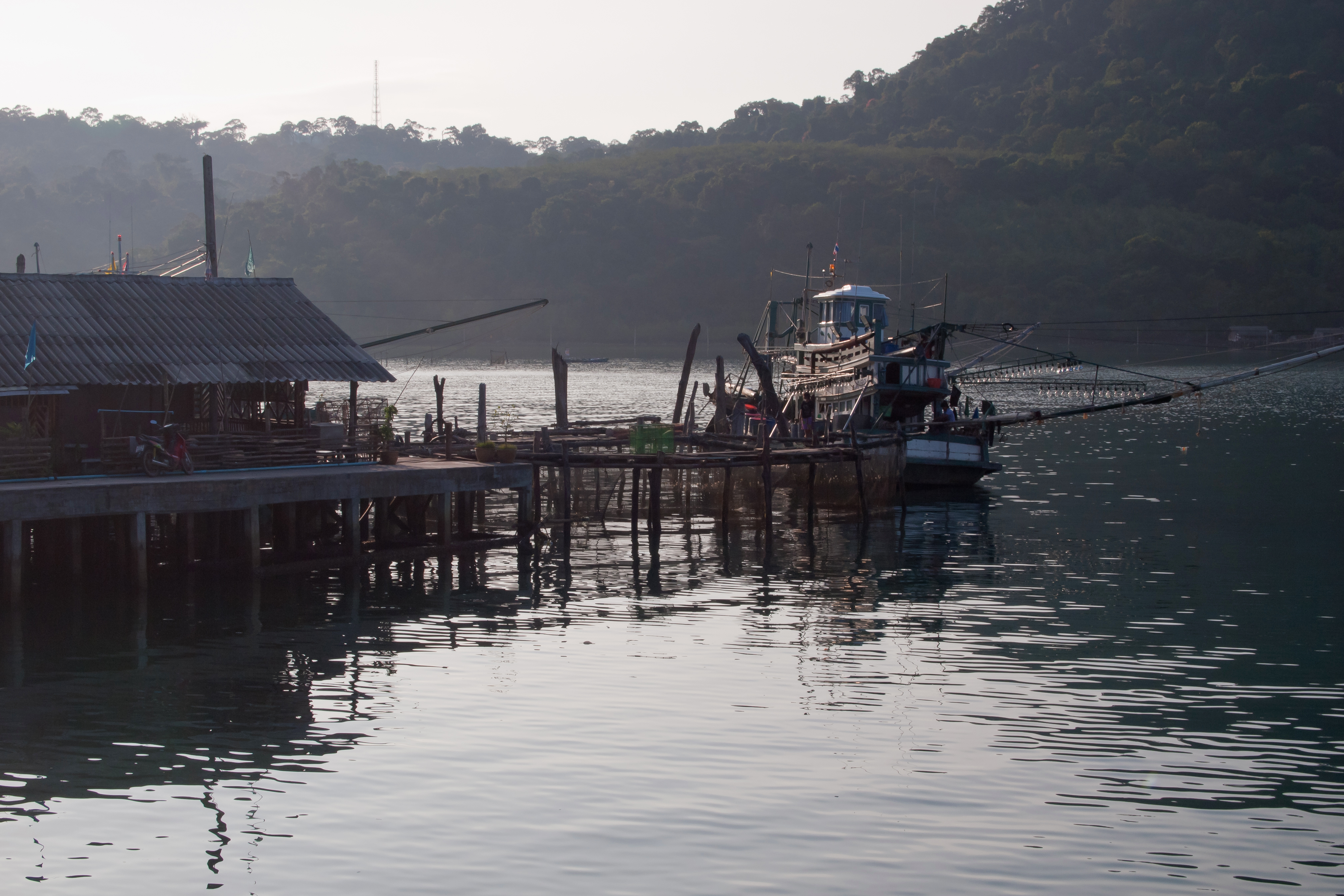
꼬 꿋의 해변

꼬 꿋(태국어: เกาะกูด)은 태국 동부 뜨랏 주의 군(암프)으로, 섬들로 이루어져 있다. 면적은 162.2km2이고 인구는 2007년 기준으로 2,118명이다.

## 역사
원래 군은 램응옵군의 꼬창면(땀본)의 일부였다. 1952년에 섬 전체를 포함하는 꼬막면이 설치되었고 4촌(무반 (행정 구역))을 관할했다. 1980년에 꼬막의 3촌이 분할되어 꼬꿋면이 만들어졌다. 1990년 4월 1일 정부는 꼬꿋면을 소군(킹암프)으로 승격시켰다.
2007년 3월 15일에 태국 정부가 81개의 소군을 완전한 군으로 승격시키기로 결정하면서 8월 24일에 꼬꿋군이 되었다.

## 지리
꼬 꿋은 조용한 해안 마을과 코코넛 플랜테이션으로 둘러싸인 섬이다. 본토에서부터 쾌속정으로 약 1시간이 걸린다.
꼬 꿋은 기반시설이 부족해 주변의 꼬 창만큼 인기가 있지 않다. 섬에 있는 몇몇 작은 리조트들은 대개 조용하고 가족적인 분위기를 선호하는 태국 관광객들에게 맞추어져 있다.

## 행정
군은 2개의 면(땀본)과 더 세부적으로 8개의 촌(무반 (행정 구역))으로 나뉘어 있다.
| 번호 | 이름  | 태국어   | 촌 | 인구  |
| ---- | ----- | -------- | -- | ----- |
| 1.   | 꼬 막 | เกาะหมาก | 2  | 403   |
| 2.   | 꼬 꿋 | เกาะกูด   | 6  | 1,715 |